# Kentucky Derby 1925
Kentucky Derby 1925 var den femtioförsta upplagan av Kentucky Derby. Löpet reds den 16 maj 1925 över 1 1⁄4 miles (2 012 m). Löpet vanns av Flying Ebony som reds av Earl Sande och tränades av William B. Duke.
Förstapriset i löpet var 52 950 dollar. 20 hästar deltog i löpet.

## Resultat
| P  | S  | Häst              | Jockey              | Tränare                 | Ägare                                            | Odds   |
| -- | -- | ----------------- | ------------------- | ----------------------- | ------------------------------------------------ | ------ |
| 1  | 6  | Flying Ebony      | Earl Sande          | William B. Duke         | Gifford A. Cochran                               | 3.15   |
| 2  | 12 | Captain Hal       | Jake Heupel         | Walter S. Hopkins       | A. A. Kaiser                                     | 5.60   |
| 3  | 14 | Son of John       | Clarence Turner     | William Perkins         | Daniel W. Scott                                  | 16.40  |
| 4  | 3  | Single Foot       | Albert Johnson      | Harry Rites             | J. Edwin Griffith                                | 30.15  |
| 5  | 9  | Step Along        | Earl Pool           | William Perkins         | Fred M. Grabner                                  | 16.40  |
| 6  | 4  | Swope             | Eddie Legere        | Albert B. "Alex" Gordon | Bud Fisher                                       | 3.15   |
| 7  | 16 | Prince of Bourbon | Andy Schuttinger    | Roy Waldron             | Lexington Stable (E. F. Simms & Henry W. Oliver) | 3.15   |
| 8  | 2  | Needle Gun        | Clyde Ponce         | William J. Speirs       | William Ziegler Jr.                              | 3.15   |
| 9  | 15 | Kentucky Cardinal | Mack Garner         | Mose F. Shapoff         | G. Frank Croissant                               | 7.50   |
| 10 | 23 | Boon Companion    | Eddie Ambrose       | Albert G. Woodman       | S. A. Cowan                                      | 3.15   |
| 11 | 8  | Broadway Jones    | Hurley Meyer        | Herbert J. Thompson     | Edward R. Bradley                                | 50.85  |
| 12 | 21 | Quantrain         | Bennie Breuning     | Clyde Ector             | Frederick Johnson                                | 1.95   |
| 13 | 24 | Almadel           | Lawrence McDermott  | Will Buford             | Hal Price Headley                                | 26.45  |
| 14 | 22 | Backbone          | Linus McAtee        | James G. Rowe Sr.       | Harry Payne Whitney                              | 16.20  |
| 15 | 11 | Sweeping Away     | Clifford Robinson   | Roy Waldron             | Xalapa Farm Stable                               | 3.15   |
| 16 | 7  | Elector           | J. D. Mooney        | John B. McKee           | La Brae Stable                                   | 3.15   |
| 17 | 1  | The Bat           | Ivan H. Parke       | James G. Rowe Sr.       | Harry Payne Whitney                              | 16.20  |
| 18 | 17 | Lee O. Cotner     | Willie Fronk        | Lon Johnson             | R. W. Collins                                    | 3.15   |
| 19 | 20 | Voltaic           | Frank Coltiletti    | George M. Odom          | Robert L. Gerry Sr.                              | 160.75 |
| 20 | 5  | Chief Uncas       | William J. McCleary | Harry Sanderson         | Augustus A. Busch Sr.                            | 3.15   |

Segrande uppfödare: John E. Madden (KY)